# Die letzte Offensive
Die letzte Offensive (Originaltitel Zulu Dawn) ist ein Kriegsfilm aus dem Jahr 1979 der die Vorgeschichte des Zulukriegs des Jahrs 1879 zwischen Großbritannien und dem Zulureich im kolonialen Südafrika sowie die Schlacht bei Isandhlwana darstellt. 
Die letzte Offensive war bei seinem Erscheinen in den amerikanischen Kinos nur mäßig erfolgreich und ist in Deutschland erst im Jahr 1984 direkt auf VHS erschienen.

## Handlung
Ohne Ermächtigung der Regierung in London planen die örtlichen Befehlshaber der britischen Kolonie Natal im südlichen Afrika einen Krieg gegen das benachbarte Zulureich. Der britische Hochkommissar in Südafrika, Sir Henry Bartle Frere, und der Kommandeur der britischen Truppen, Lord Chelmsford, provozieren den von ihnen gewünschten Krieg durch Stellen eines inakzeptablen Ultimatums an den Zulukönig Cetshwayo: Der König soll alle seine Krieger entwaffnen und sein Reich selbst auflösen.
Wie erwartet lehnt Cetshwayo das Ultimatum ab und liefert so den britischen Machthabern den Anlass zum Einmarsch. Ein britisches Expeditionsheer, unterstützt durch die örtliche Kolonialmiliz des Natal Native Contingent, fällt daraufhin in das Zululand ein und marschiert auf die Hauptstadt Ulundi zu, während die Zulu ihre Truppen sammeln und sich auf die bevorstehende Entscheidungsschlacht vorbereiten.
Auf halbem Wege, nach beschwerlichem Marsch und nachdem der überhebliche Lord Chelmsford seine Truppen aufgeteilt hat, kommt es am Fuß des Berges Isandhlwana zum Kampf: 1400 britische Soldaten stehen einer fünfzehnfachen Übermacht der Zulu entgegen. Die Schlacht soll später als schwerste Niederlage einer Kolonialmacht gegen eine Armee eines autochthonen Volkes in die Geschichte eingehen.

## Kritiken
Das Lexikon des internationalen Films urteilte, die Produktion sei ein „trotz stereotyper Personenkonstellation ansehnlicher und spannender Abenteuerfilm“. Es werde „harte Kritik an der britischen Kolonialpolitik“ geübt und „die Überheblichkeit eines machtverliebten Herrenvolkes attackiert“.

## Auszeichnungen
Der Darsteller Denholm Elliott wurde für seine Rolle in diesem und zwei anderen Filmen mit dem Evening Standard British Film Award in der Kategorie Bester Darsteller ausgezeichnet.